# قطعنامه ۹۶۲ شورای امنیت
قطعنامه ۹۶۲ شورای امنیت سازمان ملل متحد که در تاریخ ۲۹ نوامبر ۱۹۹۴ تصویب شد، سندی بین‌المللی دربارهٔ اسرائیل-جمهوری عربی سوریه است. این قطعنامه طی نشست ۳۴۶۷ام با ۱۵ رای موافق، ۰ مخالف و ۰ ممتنع تصویب شد.